# بيار بوشارل
بيار بوشارل (بالفرنسية: Pierre Boucherle)‏ ولد بتونس العاصمة عام 1895 وتوفي عام 1988، فنان تشكيلي تونسي.

## ترجمته
تلقى بيار بوشارل تكوينا في الحقوق والفنون، وقضى فترة شبابه في العاصمة الفرنسية باريس حيث مارس رسم الكاريكاتور. وتطوع في الحرب العالمية الأولى إلى جانب الجيش الفرنسي وقد أصيب خلالها بجروح بليغة. ثم عاد إلى تونس عام 1922، وحصل على منحة مكنته من التوجه إلى إسبانيا لدراسة الفن.
كان بيار بوشارل يشارك بانتظام في الصالون التونسي وفي التردّد على المعارض الفنّية «لإفريقيا الفرنسية» والمعارض الاستعمارية التي كانت تقام بفرنسا وبأوربا. في سنة 1936 كوّن «مجموعة الأربعة» رفقة أنطونيو كوربورا (Antonio Corpora)، وجول للوش (Jules Lellouche)، وموزس ليفي. ثم كان صاحب فكرة تكوين مدرسة تونس على غرار مدرسة باريس وقد ظهرت في أواخر الأربعينات، وتولى رئاستها إلى عام 1956 ولم يغادر تونس إلا عام 1977 باتجاه فرنسا حيث توفي عام 1988.

## وصلة خارجية
تخليدا لأعماله صدرت بعض لوحاته ضمن طوابع بريدية:
- لوحة طبيعة صامتة صدرت عام 2001
- لوحة «سيدي بوسعيد» صدرت عام 2001
- لوحة طبيعة صامتة عام 2002